# بيرث إرزا

بيرث إرزا، من منشور عام 1922.

بيرث إرزا مغنية درامية فرنسية جزائرية مغنية سوبرانو.

## وقت مبكر من الحياة
ولدت إرزا لأبوين فرنسيين في الجزائر العاصمة. درست الصوت في إيطاليا وفرنسا. في عام 1920، انتقلت إلى الولايات المتحدة مع مدربها الصوتي إيزيدور براغيوتي (والد الراقصة فرانشيسكا براغيوتي).

## مسار مهني
كانت إرزا مغنية مميزة مع أوركسترا باسديلوب في باريس تحت قيادة رينيه باتون، وقضت ثلاثة مواسم مع كلاسيكيات الحفلات الموسيقية في مونت كارلو. في عام 1921 غنت في حفل موسيقي لصالح قرية فرنسية، البؤس ، السوم، بعد الحرب العالمية الأولى. قدمت "أول ظهور أمريكي" في يوليو 1921، ثم "بدايتها الرسمية" في أمريكا، في قاعة إيولايان في مدينة نيويورك في عام 1922، كما أقامت حفلة موسيقية أخرى في نيويورك وصفت بأنها " لاول مرة "في عام 1930، في مسرح بيلتمور. وصفتها صحيفة نيويورك تايمز بأنها "موسيقي متعلم بشكل جيد مع ميل إلى الغريب" في عام 1931.  غنت في قاعة كارنيجي في وقت لاحق من ذلك العام، وشاركت المسرح مع هيو روس وجوقة شولا كانتوروم، ونيلسون إيدي، وآخرين، في العرض الأمريكي الأول لفيلم ستابات ماتر (سزيمانوفسكي) لكارول زيمانوفسكي.
قامت بعمل تسجيلين على الأقل لفيكتور في عام 1920. درست الموسيقى الصوتية في بروكلين في ثلاثينيات القرن الماضي، في مدرسة تشيس، في نفس كلية الموسيقى مثل الملحن هاريسون كير.

## روابط خارجية
بيرث إرزا في ديسكغرافيا التسجيلات التاريخية الأمريكية في جامعة كاليفورنيا ، سانتا باربرا